# 오한구
오한구(吳漢九, 1934년 6월 10일 ~ 2025년 3월 19일)는 대한민국의 정치인이다. 육군사관학교 졸업 후 민주정의당 소속으로 제11·12·13대 국회의원을 지냈다.

## 역대 선거 결과
|  | 34.53% |

|  | 44.50% |

|  | 59.33% |

|  | 29.22% |

|  | 9.10% |